# Єпуряну Сергій Іванович
Сергій Іванович Єпуряну (рум. Sergiu Epureanu, 12 вересня 1976, Кантемір, Молдавська РСР, СРСР) — молдавський футболіст, півзахисник. Футболіст року в Молдові: 1999.
Молодший брат Олександр — теж професійний футболіст.

## Біографія
Вихованець клубу «Зімбру».
У період з 1992 по 2000 роки грав у чемпіонаті Молдови — за «Конструкторул», «Агро» (Кишинів) та «Зімбру».
У 2000—2001 роках грав у чемпіонаті Туреччини — спочатку за «Самсунспор», потім за «Істанбулспор».
У 2002—2003 роках виступав у російському чемпіонаті за саратовський «Сокіл». Однак, як сам вважає, не реалізував себе в команді через хворобк.
З 2004 року два сезони грав за полтавську «Ворсклу». У травні 2006 підписав контракт з «Кривбасом», в якому в результаті провів лише рік.
У 2007—2009 роках грав за «Ністру» (Атаки), був фіналістом Кубка Молдови 2009 року (забив 2 м'ячі у фіналі проти «Шерифа»).
У 2009 році за прикладом своїх співвітчизників зважився на перехід в «Тараз», який в той рік повернувся Прем'єр-лігу Казахстану. За сезон провів 25 матчів і забив 7 м'ячів.
Після цього ненадовго повернувся на батьківщину, але 2010 року виступав за гродненський «Німан», куди його запросив Олександр Корєшков, знайомий з гравцем по спільній роботі з «Соколом».. Однак за клуб провів 4 гри, після чого покинув «Неман».
Завершив кар'єру у клубі, за який виступав протягом 2010—2012 років.

## Виступи за збірну
Виступав за юнацьку збірну Молдови до 19 років і молодіжну збірну Молдови до 21 року. У період з 1996 по 2006 роки грав за збірну Молдови. Провів 46 ігор, забив 3 м'ячі.
По завершенні ігрової кар'єри став головним тренером збірної Молдови до 16 років.

## Досягнення
- Чемпіон Молдови (2): 1998, 1999
- Володар Кубка Молдови (2): 1997, 1998
- Футболіст року в Молдові: 1999